# Municipi romà
Un municipi romà (en llatí municipium) era el nom que prenia cada una de les ciutats romanes amb dret de ciutadania. Podien conservar les seves institucions interiors derivades de l'antic ordre i adaptades per ser bàsicament iguals a les de Roma, sovint només amb alguns canvis de nom.
Sota la República Romana, el fet d'incorporar comunitats diverses a la ciutat-estat de Roma van obligar els romans a instituir el concepte de municipium, un establiment humà diferent però sota la jurisdicció de Roma. Hi havia diversos tipus de municipis i també altres formes d'assentament, com les colònies. A l'inici de l'Imperi Romà aquestes distincions van començar a desaparèixer, i per exemple, quan Plini el Vell va servir a l'exèrcit, les distincions eren només nominals. En un moment donat, els ciutadans de totes les ciutats i pobles de tot l'Imperi eren també ciutadans de Roma, i municipium significava simplement municipi, que s'organitzava com un govern local.
L'organització dels municipis era la següent:
- L'Assemblea del Poble, encarregada d'elegir els alts magistrats locals.
- El Consell (uns 100 membres), anomenat cúria, amb funcions de Senat local.
- Els quatre Jutges Suprems (Quator Viri) dos dels quals eren ordinaris i eren equivalents als cònsols i pretors.
- Els Dos Jutges del Fòrum, que corresponien als edils curuls.
- Els Duumvirs, amb funcions de censors i amb un mandat de cinc anys, que vigilaven els treballs del municipi.
- Els qüestors, que administraven els fons municipals.
- El Col·legi de Pontífexs municipals.
- El Col·legi d'àugurs municipals.

Els magistrats locals imposaven la seva autoritat al municipi, igual que els de Roma ho feien en aquella ciutat. Però no estaven exempts d'obeir als magistrats romans. Així Roma podia imposar tributs sense tenir en compte els tributs d'ordre local que fixaven les autoritats municipals, i aquestes podien crear tributs independentment dels de Roma. Els treballs i els serveis eren ordenats indistintament per ambdós poders (els ordenats per les autoritats municipals només es podien realitzar en el mateix municipi). Quan existia un conflicte, la Llei de Roma s'imposava. La jurisdicció judicial municipal era per als casos menors i als jutges de Roma corresponien els casos greus.